# Казе Брјоски (Пјаченца)
Казе Брјоски је насеље у Италији у округу Пјаченца, региону Емилија-Ромања.
Према процени из 2011. у насељу је живело 72 становника. Насеље се налази на надморској висини од 148 м.